# Regrinding the Axes
Regrinding the Axes — тринадцатый студийный альбом американской группы Molly Hatchet, выпущенный 12 июня 2012 году на лейбле Mausoleum Records.

## Об альбоме
Regrinding the Axes состоит из кавер-версий различных исполнителей, повлиявших на Molly Hatchet. По сути, альбом является переизданием кавер-альбома Southern Rock Masters, вышедшего в 2008 году. Отличие между ними лишь в том, что в Regrinding the Axes добавлены битловские «Back in the U.S.S.R.» и «Yesterday», а также «Free Bird» Lynyrd Skynyrd, в которой в качестве гостя отметился Чарли Дэниелс, но в альбом не попала «Desperado» Eagles, вышедшая на Southern Rock Masters.
В качестве бонус-треков в альбом были добавлены концертные версии «Dreams I’ll Never See» The Allman Brothers Band, гитарно-фортепианного соло из «Layla» Derek and the Dominos и единственной песни Molly Hatchet «Get in the Game», написанной Бобби Инграмом и Филом Маккормаком и вышедшей в альбоме 2005 года Warriors of the Rainbow Bridge. В соло «Layla» был использован фрагмент композиции «В пещере горного короля» Эдварда Грига.

## Список композиций
| №   | Название                       | Автор(ы)                                            | Оригинальный исполнитель          | Длительность |
| --- | ------------------------------ | --------------------------------------------------- | --------------------------------- | ------------ |
| 1.  | «Bad to the Bone»              | Джордж Торогуд                                      | George Thorogood & the Destroyers | 4:00         |
| 2.  | «Mississippi Queen»            | Лесли Уэст, Корки Лэнг, Феликс Паппаларди, Дэвид Ри | Mountain                          | 2:37         |
| 3.  | «Free Bird»                    | Аллен Коллинз, Ронни Ван Зант                       | Lynyrd Skynyrd                    | 2:21         |
| 4.  | «Back in the U.S.S.R.»         | Джон Леннон, Пол Маккартни                          | The Beatles                       | 2:42         |
| 5.  | «Sharp Dressed Man»            | Билли Гиббонс, Дасти Хилл, Фрэнк Бирд               | ZZ Top                            | 4:45         |
| 6.  | «The Boys Are Back in Town»    | Фил Лайнотт                                         | Thin Lizzy                        | 4:57         |
| 7.  | «Tumbling Dice»                | Мик Джаггер, Кит Ричардс                            | The Rolling Stones                | 3:06         |
| 8.  | «Dreams I’ll Never See»        | Грегг Оллмэн                                        | The Allman Brothers Band          | 7:50         |
| 9.  | «Melissa»                      | Грегг Оллмэн, Стив Элэймо                           | The Allman Brothers Band          | 4:42         |
| 10. | «Wild Horses»                  | Мик Джаггер, Кит Ричардс                            | The Rolling Stones                | 5:36         |
| 11. | «Tequila Sunrise»              | Дон Хенли, Гленн Фрай                               | Eagles                            | 3:00         |
| 12. | «Yesterday»                    | Джон Леннон, Пол Маккартни                          | The Beatles                       | 2:14         |
| 13. | «Get in the Game (Live)»       | Бобби Инграм, Фил Маккормак                         | Molly Hatchet                     | 5:02         |
| 14. | «Layla — Guitar Solo (Live)»   | Эрик Клэптон, Джим Гордон                           | Derek and the Dominos             | 10:11        |
| 15. | «Dreams I’ll Never See (Live)» | Грегг Оллмэн                                        | The Allman Brothers Band          | 7:39         |

## Участники записи
| Molly Hatchet: - Бобби Инграм — гитара, слайд-гитара, акустическая гитара, бэк-вокал, продюсер, микширование - Фил Маккормак — вокал - Джон Гэлвин — Hammond B3, клавишные, бэк-вокал - Дэйв Лубек — гитара - Тим Линдси — бас-гитара, бэк-вокал - Шон Бимер — ударные, перкуссия | Приглашённые музыканты: - Чарли Дэниелс — ведущий вокал на «Free Bird» Технический персонал: - Скотт Фравала — инженер - Дэрил Феннегер — инженер - Пол Лэпински — инженер, микширование - Дидье Скохир — дизайн - Томас Орац — обложка |